# Єфименко Марія Юріївна
Марія Юріївна Єфименко (уроджена Танцюра;13 лютого 1996) — українська шахістка, міжнародний майстер серед жінок (2013).

Її рейтинг станом на січень 2025 року — 2236 (13-те — серед шахісток України).

## Досягнення
- Чемпіонка Європи з шахів серед дівчат до 16 років (Прага, 2012[1]);
- Срібна призерка чемпіонату Європи з шахів серед дівчат до 16 років (Албена, 2011);
- Чемпіонка України шахів серед дівчат до 12 років (2008), до 14 років (Мукачево, 2010[2]), до 18 років (2012, 2014);
- Бронзова призерка чемпіонату України серед дівчат до 20 років (Львів, 2014[3]);
- Чемпіонка України з швидких шахів серед дівчат до 12 років (2008), до 14 років (2009 та 2010), до 16 років (2011 та 2012), до 18 років (2013), до 20 років (2013);
- Чемпіонка України з бліцу серед дівчат до 14 років (2010), до 16 років (2011 та 2012), до 18 років (2011 та 2013);
- У віці 12 років — чемпіонка АР Крим серед жінок (2008);
- Чемпіонка (2014[4]) та срібна призерка (2013[5]) чемпіонату України серед жінок з бліцу;
- Бронзова призерка чемпіонату України серед жінок з швидких шахів (2013[6]).

## Результати виступів у чемпіонатах України
Марія Єфименко учасниця п'яти фінальних турнірів чемпіонатів України серед жінок.
| Рік  | Місто     | Турнір                            | + | − | = | Результат | Місце |
| ---- | --------- | --------------------------------- | - | - | - | --------- | ----- |
| 2009 | Євпаторія | 69-й чемпіонат України            | 3 | 3 | 3 | 4½ з 9    | 25    |
| 2010 | Полтава   | 70-й чемпіонат України            | 4 | 3 | 2 | 5 з 9     | 13    |
|      | Алушта    | 79-й чемпіонат України (чоловіки) | 2 | 5 | 2 | 3 з 9     | 77    |
| 2011 | Полтава   | 71-й чемпіонат України            | 3 | 2 | 4 | 5 з 9     | 13    |
| 2013 | Київ      | 73-й чемпіонат України            | 2 | 2 | 5 | 4½ з 9    | 6     |
| 2014 | Львів     | 74-й чемпіонат України            | 1 | 6 | 1 | 1½ з 8    | 9     |

## Приватне життя
Перебуває у шлюбі з українським шахістом Захаром Єфименко.